# ハリメ・スルタン
ハリメ・スルタン（Halime Sultan、? - 1623年）は、オスマン帝国の妃。夫はメフメト3世、息子にシェフザーデ・マフムトとムスタファ1世がいる。

## 生涯

### 母后になるまで
ハリメ・スルタンの出身は不明であるが、一説にはアブハズ系出身という説もある。ハリメは皇子時代のメフメト3世と結ばれて1582年にシェフザーデ・マフムトを、1592年にムスタファ（後のムスタファ1世）を出産した。
1603年に息子のマフムトが処刑される。同年メフメト3世が死去するともう一人の息子のムスタファも処刑の憂き目にあったが、新しいスルタンのアフメト1世は黄金の鳥籠と呼ばれるハレムの一室に幽閉するに留めた。1612年にもムスタファは処刑されそうになったが、キョセム・スルタンがとりなしてこれも防がれた。

### 母后として
1617年にアフメト1世が死去すると息子のムスタファ1世が即位し、ハリメはヴァリデ（母后）となった。しかしムスタファ1世には精神的に異常が多く、翌年退位させられた。次に即位したオスマン2世が殺害された後は再びムスタファ1世が即位するがこれもすぐに退位させられた。それ以降のハリメは静かな余生を過ごし、1623年に死去した。

## 子女
- シェフザーデ・マフムト
- ムスタファ1世